# Protracheoniscus gissarensis
Protracheoniscus gissarensis är en kräftdjursart som beskrevs av Borutzkii 1975. Protracheoniscus gissarensis ingår i släktet Protracheoniscus och familjen Trachelipodidae. Inga underarter finns listade i Catalogue of Life.